# Praga E-39
Praga E-39/BH-39 là một loại máy bay huấn luyện của Tiệp Khắc trong thập niên 1930.

## Quốc gia sử dụng
Tiệp Khắc
- Không quân Tiệp Khắc

 Germany
- Luftwaffe

 Hungary
- Không quân Hoàng gia Hungary

 Slovakia
- Không quân Slovak (1939-1945)
- Không quân Khởi nghĩa Slovak

## Tính năng kỹ chiến thuật (E-39)
Đặc điểm tổng quát
- Kíp lái: 2
- Chiều dài: 6.88 m (22 ft 7 in)
- Sải cánh: 9.88 m (32 ft 5 in)
- Chiều cao: 2.54 m (8 ft 4 in)
- Trọng lượng rỗng: 609 kg (1,342 lb)
- Động cơ: (Phụ thuộc vào loại động cơ) ×
- BH-39NZ - 1x 89.4 kw (120 hp), Walter NZ 120
- BH-39G - 1x 112 kw (150 hp), Walter Gemma
- BH-39AG - 1x 112 kw (150 hp), Armstrong Siddeley Genet Major,  ()  mỗi chiếc

 Hiệu suất bay 
- Vận tốc cực đại: 170 km/h (106 mph)
- Tầm bay: 483 km (300 dặm)
- Trần bay: 3,566 m (11,700 ft)